# 허우퉁 고양이 마을

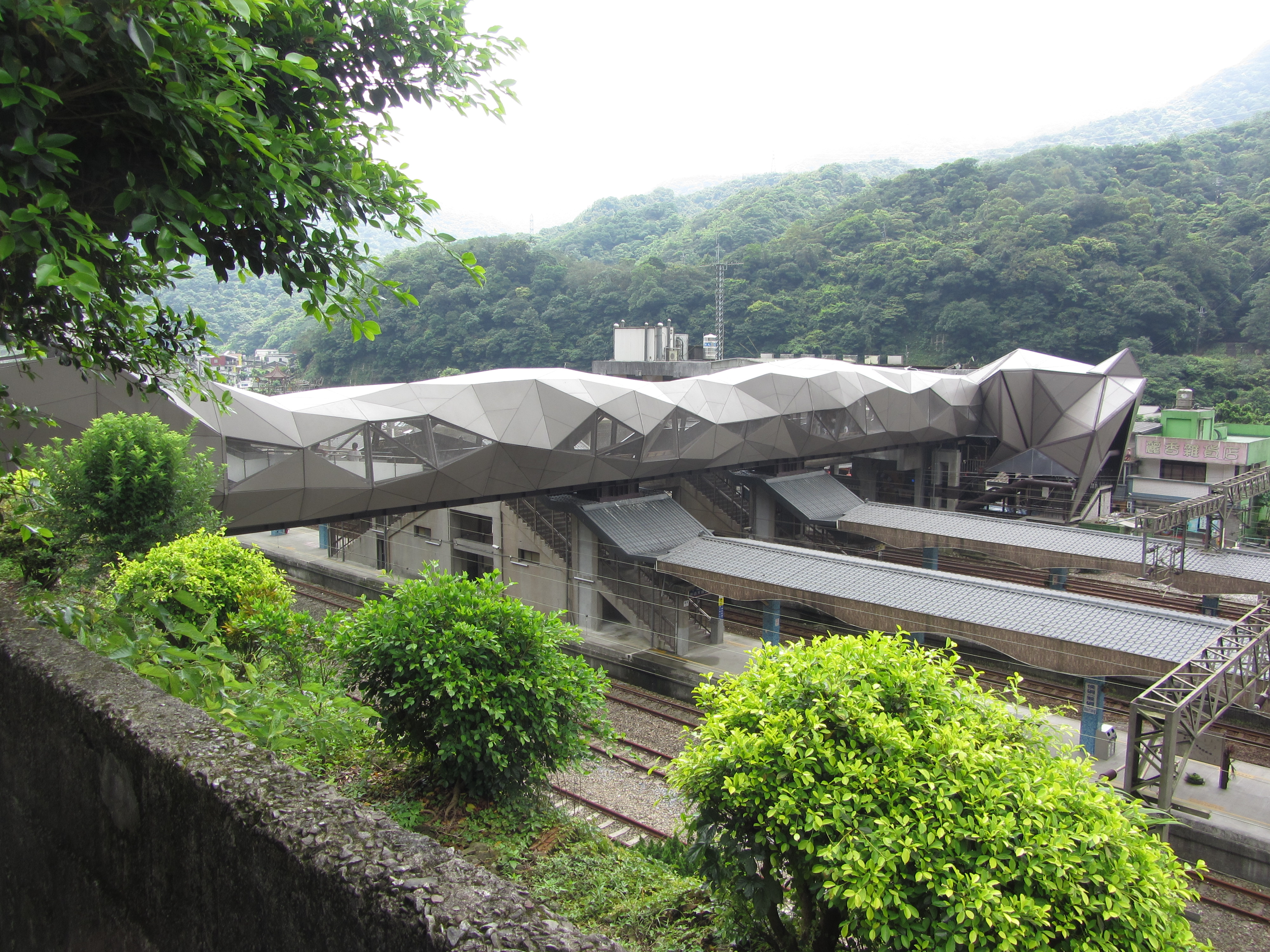
허우퉁 고양이 다리

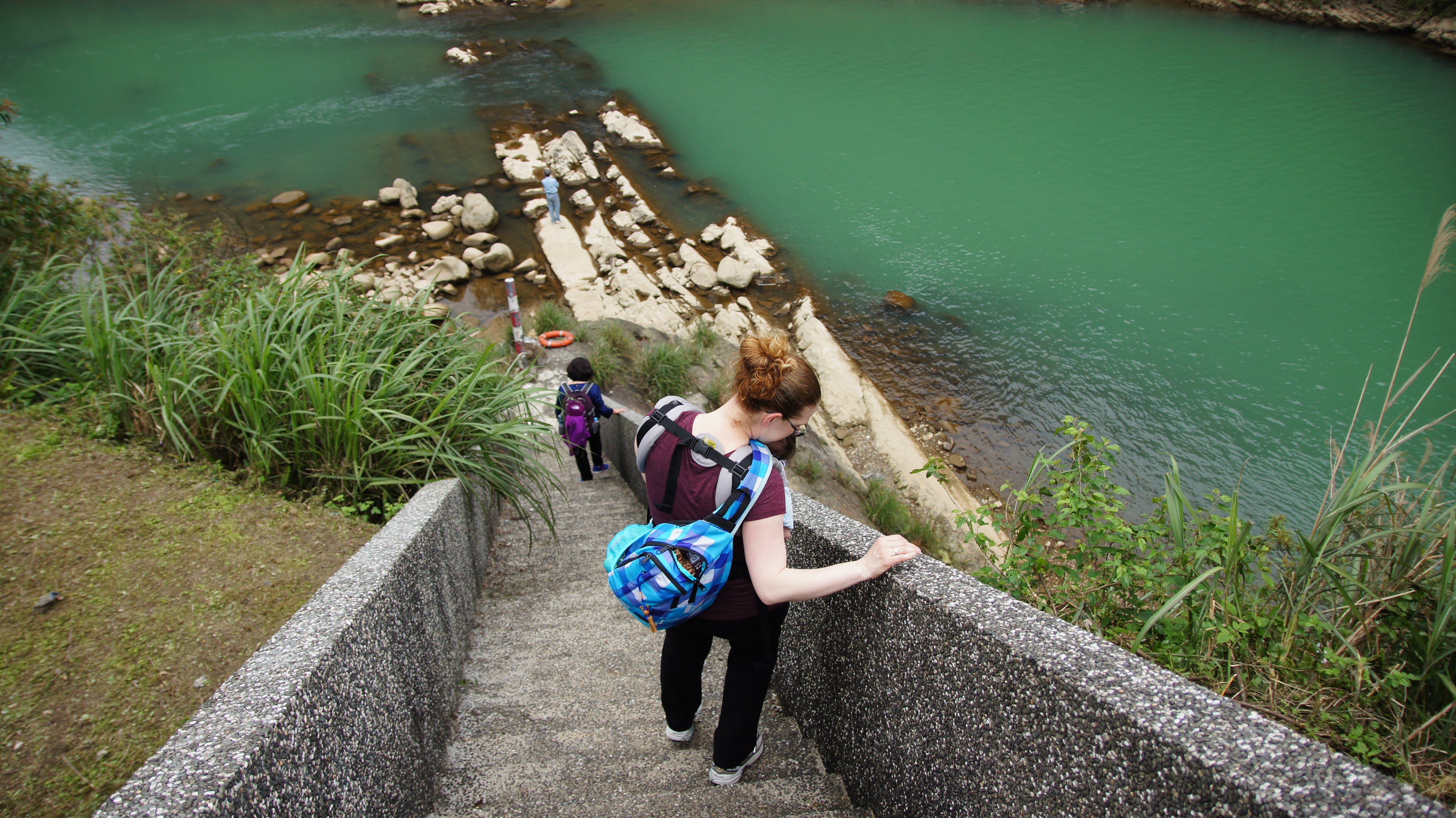
지룽강으로 넘어오게 되는 계단이며, 이 계단이 허우퉁 고양이 마을로 접근하는 유일한 경로

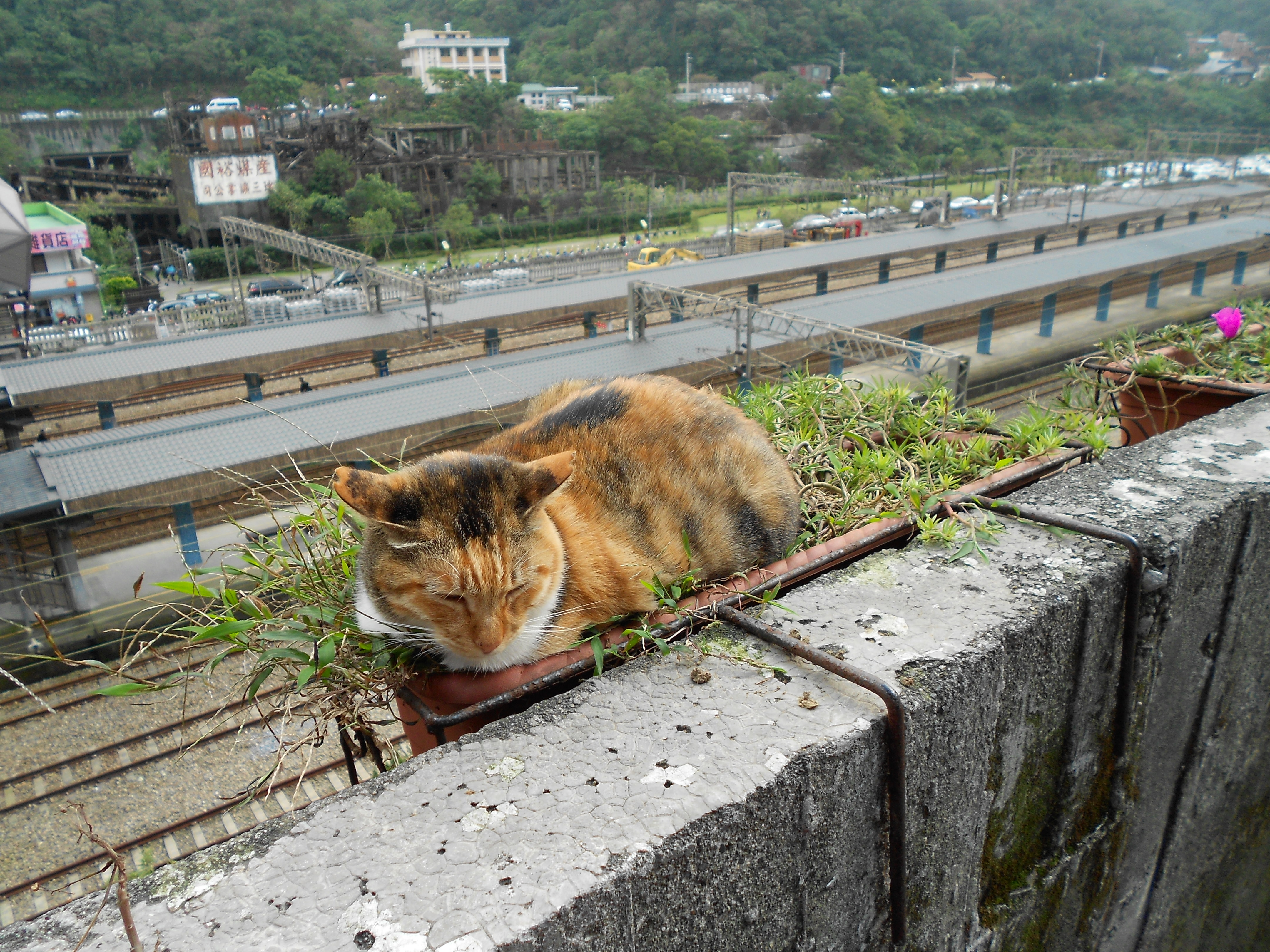
허우퉁 고양이 마을의 벽 위에서 쉬고 있는 한 고양이의 모습

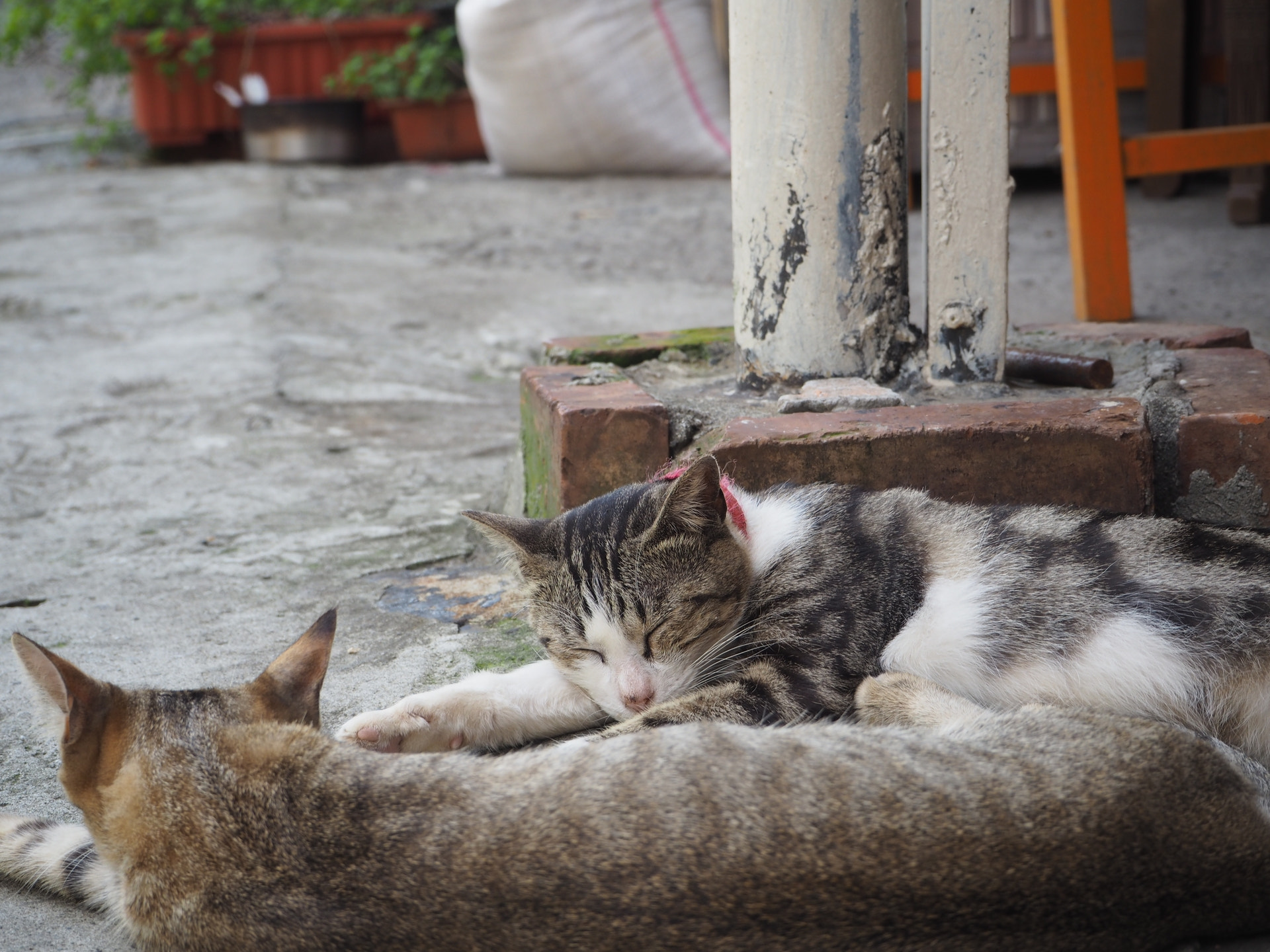
푹 쉬고 있는 고양이의 모습.

허우퉁 고양이 마을(중국어: 猴硐貓村, 영어: Houtong Cat Village)은 대만 신베이시 루이팡구에 위치한 마을이다. 그러나 이 마을은 대만을 대표하는 고양이 마을이기도 하다. 이와 같이 원래부터 이 마을은 동굴에 원숭이가 많이 살고 있는 마을로 유명해졌기 때문에 그 후 주민들이 거주한다는 이유로 카우동(정체자:猴洞)이라고 표현되어 있었던 것으로 전해졌다. 그러다가 광산이 생겼다는 이유로 물이 형성할 경우 거의 불길하다고 느꼈기 때문에 한자인 洞을 硐으로 개칭되었던 것으로 보이게 된다.

## 개요
대만이 일본 제국의 식민 통치를 받아온 대만일치시기이던 시절에 건립되었던 철길을 둘러 쌀 정도로, 제대로 보전되어 있는 문화를 지닌 특색을 두고 있다. 그래서 이와 같이 루이팡구를 대표하게 되는 미니급 광산 도시이기도 하다. 다만, 본래의 얼굴이나 되는 광업은 결국 중국과 일본의 경쟁에 밀려 1990년대부터 한국과 비슷하게 사양길로 접어들자, 이에 대한 빈 자리를 고양이로 대신하여 채워지는 경우가 있어, 대만 유일의 고양이 마을이다. 허우퉁역 근처에 위치하고 있는 것으로 알려져온 사실로 드러나고 있으나, 이는 허우퉁 마을이라고 단순하게 표현되지만, 통상적으로 이 고양이 마을의 행정 구역은 허우퉁리(猴硐里)가 아닌 광푸리(光復里)에 속한다.

## 미디어
수소문에 따라 들어본 경우(예: TV 동물농장 등)를 목적으로 하는 경우는 기재 조건에서 배제된다.
- 한국교육방송공사(EBS 1TV)의 고양이를 부탁해에서도 이 마을을 소개한 적이 있었다.
- 한국방송공사(KBS 1TV)의 걸어서 세계속으로에서도 물론 소개되었다.

## 같이 보기
- 유야케단단
- 아오시마섬
- 욕지도
- 아이노시마섬
- 길리 트라왕안
- 이드라섬
- 쿠칭
- 라르고디토레아르헨티나(영어판)
- 춘천 효자마을